# Zetor 3011/3013/3016/3045
Zetor 3011 Major – ciągnik rolniczy czechosłowackiej marki Zetor, najstarszy ciągnik zunifikowanej rodziny UR-1, produkowany w latach 1960-1967. Eksportowany do krajów Beneluksu, Niemiec, Francji, Danii, Polski, Skandynawii, Grecji, Rumunii, Węgier i Jugosławii.
Wersje specjalne:
- Zetor 3013 - czyli Zetor 3011 z przednim napędem. Nie był eksportowany do Polski ani do Finlandii.
- Zetor 3016 - półgąsienicowa odmiana Zetora 3011. Brak eksportu do Polski .
- Zetor 3045 - wersja z napędem na cztery koła (4x4).[1] Eksport do Polski bardzo mały.

Traktory te mają możliwość zapalenia za pomocą korby.

## Dane techniczne
- moc - 33 KM[2]
- typ silnika - Z 3001
- Średnica/skok tłoka – 95x110 mm,
- liczba cylindrów - 3
- rozrząd OHV
- pojemność skowa - 2340 cm³

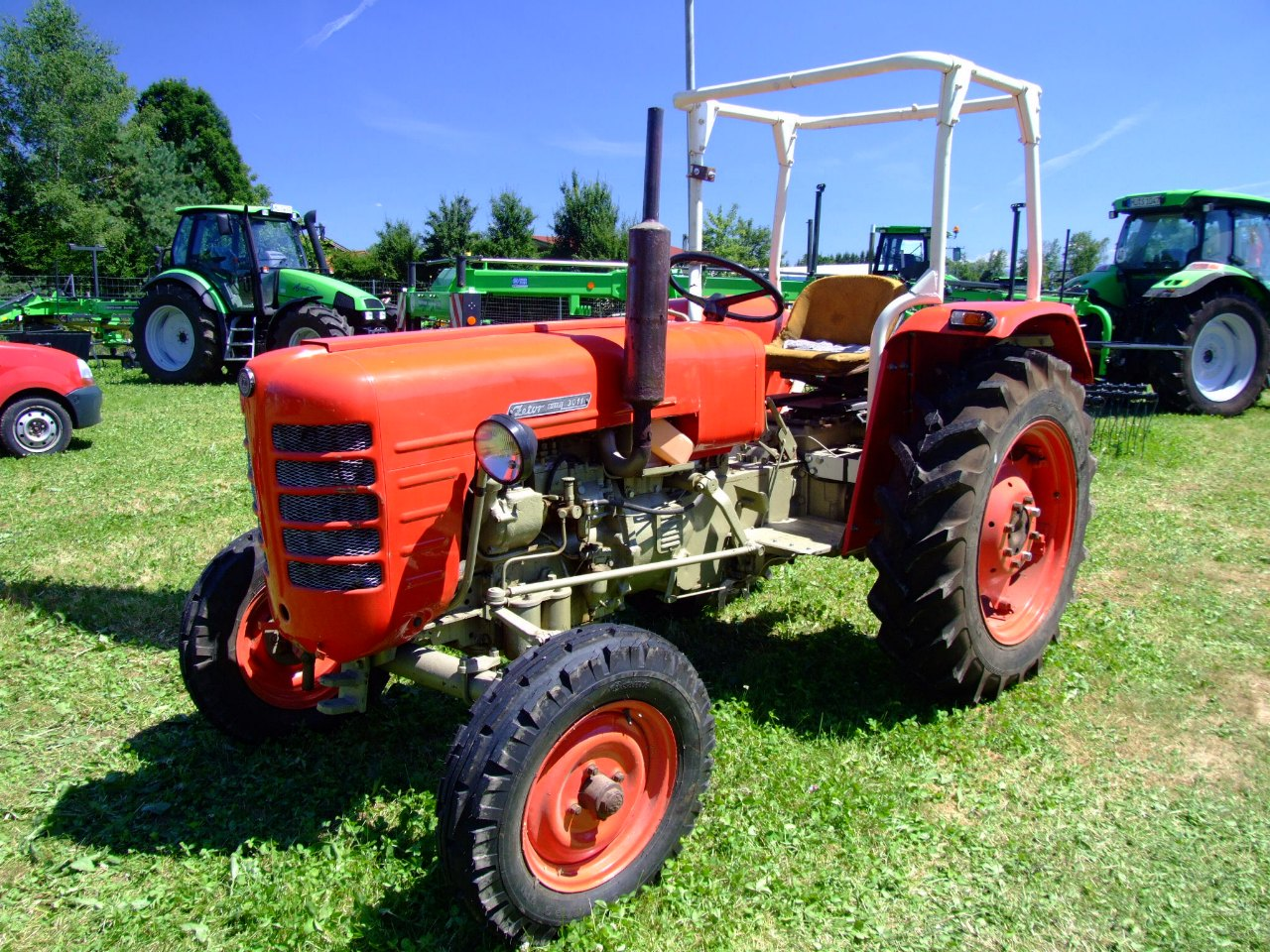
Zetor 3011

- regulator napięcia- RG15K12V25A063N
- sprzęgło - dwustopniowe
- masa - 2658 z obciążnikami kg
- wysokość - 153 cm (bez kabiny)
- długość - 302 cm
- rozstaw osi - 191 cm